# Aphaniosoma micromacro
Aphaniosoma micromacro är en tvåvingeart som beskrevs av Miguel Carles-Tolrá 2001.
Aphaniosoma micromacro ingår i släktet Aphaniosoma och familjen gulflugor. Inga underarter finns listade i Catalogue of Life.